# Tokyo Gas Football Club 1994
Questa voce raccoglie le informazioni riguardanti il Tokyo Gas Football Club nelle competizioni ufficiali della stagione 1994.

## Stagione
Confermatosi al settimo posto della nuova Japan Football League a divisione unificata, al termine della stagione il Tokyo Gas ebbe modo di esordire in coppa dell'Imperatore: dopo aver sconfitto i professionisti del Kashima Antlers al primo turno, la squadra avanzò di un ulteriore turno prima di essere eliminata, ai quarti di finale, dal Bellmare Hiratsuka.

## Rosa
| N. |                     | Ruolo | Calciatore        |
| -- | ------------------- | ----- | ----------------- |
| -  | Giappone (bandiera) | P     | Ryoichi Hashimoto |
| -  | Giappone (bandiera) | P     | Asano Hirofumi    |
| -  | Giappone (bandiera) | P     | Norishige Sentani |
| -  | Giappone (bandiera) | P     | Hiromitsu Horiike |
| -  | Giappone (bandiera) | D     | Yasuhiro Ichiki   |
| -  | Giappone (bandiera) | D     | Takeshi Kojima    |
| -  | Giappone (bandiera) | D     | Shinichi Tanaka   |
| -  | Giappone (bandiera) | D     | Hidetoshi Nodake  |
| -  | Giappone (bandiera) | D     | Ryūji Fujiyama    |
| -  | Giappone (bandiera) | D     | Kazuki Takahashi  |
| -  | Giappone (bandiera) | D     | Kei Suzuki        |
| -  | Giappone (bandiera) | D     | Katsumi Sasahara  |
| -  | Giappone (bandiera) | D     | Tetsuro Uki       |
| -  | Brasile (bandiera)  | D     | Carlos Alberto    |

| N. |                     | Ruolo | Calciatore        |
| -- | ------------------- | ----- | ----------------- |
| -  | Giappone (bandiera) | C     | Toshiki Koike     |
| -  | Giappone (bandiera) | C     | Junichi Hattori   |
| -  | Giappone (bandiera) | C     | Hiroyuki Uegama   |
| -  | Giappone (bandiera) | C     | Naoki Daikane     |
| -  | Giappone (bandiera) | C     | Shoichi Otani     |
| -  | Giappone (bandiera) | C     | Toshiki Koike     |
| -  | Giappone (bandiera) | C     | Takashi Okuhara   |
| -  | Giappone (bandiera) | C     | Takayuki Tateishi |
| -  | Giappone (bandiera) | C     | Atsushi Yoshida   |
| -  | Giappone (bandiera) | C     | Hayato Okamoto    |
| -  | Giappone (bandiera) | A     | Shunsuke Ishizu   |
| -  | Giappone (bandiera) | A     | Hiroaki Akamatsu  |
| -  | Brasile (bandiera)  | A     | Amaral            |
| -  | Giappone (bandiera) | A     | Kōji Seki         |

## Statistiche

### Statistiche di squadra
| Competizione          | Punti | Totale | Totale | Totale | Totale | Totale | DR  |
| Competizione          | Punti | G      | V      | P      | Gf     | Gs     | DR  |
| --------------------- | ----- | ------ | ------ | ------ | ------ | ------ | --- |
| Japan Football League | -     | 30     | 18     | 12     | 55     | 43     | +12 |
| Coppa dell'Imperatore | -     | 3      | 2      | 1      | 4      | 2      | +2  |
| Totale                | -     | 33     | 20     | 13     | 59     | 45     | +14 |